# Slobodna Vlast
Slobodna Vlast – wieś w Chorwacji, w żupanii osijecko-barańskiej, w gminie Levanjska Varoš. W 2011 roku liczyła 189 mieszkańców.